# 幸せ!ボンビーガール
『幸せ!ボンビーガール』（しあわせ!ボンビーガール）は、日本テレビ系列で2011年4月21日（20日深夜）から2011年9月15日（14日深夜）まで第1期が放送され、2013年4月23日から2021年9月14日まで第2期が放送された情報バラエティ番組。略称は『ボンビーガール』。

## 概要
2011年3月まで火曜22時台に放送されていた『魔女たちの22時』の実質的な後継番組であった。
「お金がなくても幸せに暮らそう」をコンセプトに、貧乏でも幸せな人生を送る女性「ボンビーガール」を紹介するのをメインとし、激安スーパーなどお得情報も紹介していた。
第1期は、2011年4月21日（20日深夜）から2011年9月15日（14日深夜）までの間、『バリューナイト』水曜枠で放送されていた。
放送終了後も、不定期の特別番組として『幸せ!ボンビーガール 家賃も食費も全部込み!月7万円で暮らそうスペシャル!』が放送された。
その後、第2期として2013年4月23日から火曜日22:00 - 22:54（JST、以下略）にレギュラー放送が再開された。2013年10月からは後続番組『NEWS ZERO』の開始時刻が23:00に繰り下がることから、放送時間が23:00まで6分延長されることになった。
2020年4月7日は2時間スペシャルを予定していたが、政府の新型コロナウイルス感染症の緊急事態宣言に伴い『news zero 特別版 緊急事態宣言「いまできる3つのコト」を有働が伝える』を編成することになり、予定分は4月14日に延期された。4月28日の放送から感染リスクを減らす為にリモート放送になり、主に進行を担当する水卜麻美（日本テレビアナウンサー）に劇団ひとりと杉村太蔵が毎週出演という形で放送していた。
「ボンビーガール」の名前が示すとおり、番組内の企画に参加するのは原則として女性のみであったが、2021年からは「ボンビーボーイ」、つまりボンビーな男性の募集も開始され、性別問わず番組内の企画に参加するようになった。
2021年2月23日放送より恋愛リアリティショー企画『幸せ!ボンビーLOVE』のコーナーをメインに据えた番組構成へのリニューアルが試みられ、それにあわせて『ボンビーLOVE』専用のセットも用意され、ほとんどのスタジオ進行で使用されるようになった。しかし視聴率は低迷し、2021年3月16日放送の『ボンビーLOVE』のコーナーもこの放送を最後に行われなくなった。類似の恋愛企画（2021年6月15日放送）は行われているが、その場合でも専用セットは使用していない。

### 番組の終焉
2021年6月22日掲載のデイリー新潮と7月6日掲載の東京スポーツと8月31日掲載のスポーツニッポンの記事を通じて、当番組が2021年9月いっぱいでの終了を予定していると報じられた。日本テレビの2021年10月改編に関する東京スポーツとスポーツニッポンの記事によれば、後番組には亀梨和也がMCの『一撃解明バラエティ ひと目でわかる!!』で調整が進められていると紹介した。
上記の報道に対して、当番組や日本テレビでは正式なコメントやアナウンスを出していなかったが9月2日、オンライン形式で行われた日本テレビ改編説明会見において同番組の9月いっぱいでの終了と後任として、上記の『ひと目でわかる』をレギュラー化した『一撃解明バラエティ ひと目でわかる!!』を同年10月から開始させることを発表した。同番組はこれにより通算10年半の歴史に幕を閉じた。

### その後
当番組自体は復活してないが、同局で2021年から放送されている『千鳥かまいたちアワー』内で、上京ガールが不定期で放送されている。

## 出演

### レギュラー出演（スタジオ）
●は『魔女たちの22時』から引き続き出演 
山口達也の不祥事による降板後は、植松晃士・杉村太蔵・鈴木砂羽を除くパネリストや俳優の照英、元サッカー選手の丸山桂里奈と言ったロケ担当者、さらにボンビーゲスト形式で香川照之・上島竜兵（ダチョウ倶楽部）・舘ひろし・菅田将暉・IKKO・今田耕司・井上芳雄らゲスト出演者が暫定的にMCを担当していたが、末期は主にひとりが担当していた。
 進行 
- 水卜麻美（日本テレビアナウンサー）

 パネリスト 
- 劇団ひとり
- 杉村太蔵
- 森泉
- ハリセンボン
- DAIGO（BREAKERZ）
- 植松晃士●
- 鈴木砂羽（※欠席する場合もあり）

ナレーター
- 山咲トオル
- 町山広美

### ロケ出演（VTR）
- あばれる君
- ギャル曽根
- 鈴木奈々
- 渡辺裕太
- タカアンドトシ
- 照英
- 丸山桂里奈
- サンシャイン池崎
- 武田真治
- 松島聡（Sexy Zone）
- 尾崎里紗（当時日本テレビアナウンサー）
- チョコレートプラネット
- 平野ノラ

（※レギュラーパネリストおよび進行・MC陣も、不定期でロケに参加することがある。）

### 過去
MC 
- 山口達也（当時TOKIO）●[注 5]-深夜時代から出演。なお、山口の降板により、2006年10月スタートの『おネエ★MANS』からMCを務めてきた山口MCの番組は11年半で途絶える事となった。

 パネリスト 
- はるな愛●
- 柴田美咲（2017年5月よりスタジオ入り）[注 2]それまでコーナーのみVTR出演していた。

 深夜番組・特別番組時代のパネリスト 
- 青木美沙子
- 奥村心雪
- 尾崎まみ
- 蔵口真理
- 阪田絵莉
- 笹本真理
- 高井香子
- 葉山エレーヌ（当時日本テレビアナウンサー）
- 藤田尚弓
- 渡辺かなえ

## コーナー

### 番組終了時点でのコーナー
スペシャルボンビーゲスト
幼少時代や若手時代に貧乏生活を経験した「スペシャルボンビーゲスト」のエピソードを名を伏せて紹介。一通りVTRを見た後改めてスタジオに登場。CMをまたいで正解が発表される。基本的には1名だが、2時間SP回は2名出演する。回によってはエピソードのVTRがなく、ボンビーガールの紹介VTR明けにそのままゲストが登場する場合もある。
スタジオに登場する際のBGMは映画『ポーラー・エクスプレス』の「Suite from The Polar Express」である。
ボンビーガールの紹介
貧乏生活を送りながらも、夢を持って生きている「ボンビーガール」を取材する。

### 過去または休止中のコーナー
スーパーの女
山口達也と主婦ゲストが激安スーパーにて予算2000円以内で食材を購入。それを元に同都道府県内の格安物件で調理し、ロケ出演者・スタッフ計10人分の夕食を作ることに挑戦する。山口の降板に伴い、実質打ち切りとなった。
森泉の激安リフォーム
収納に難を抱えているボンビーガールの元に森泉が出向き、ホームセンターや100円ショップの材料を使って便利な収納グッズを作る。森の妊娠に伴い休止となり、産休明けも体力などを考慮し実施回数は減少。
ボンビークッキング
スーパーに出向き、渡辺裕太が主婦に対し夕食の食材を買う代わりに、残り物で夕食を作らせてくれないかを交渉。交渉成立した家でギャル曽根が料理を作る。
ボンビーガール沖縄出張所
女優の卵である柴田美咲が沖縄に移住。家賃8000円の古民家に住み込み、初期費用10万円、月7万円の生活資金をやりくりしながら生活し、「沖縄のボンビー情報10個」を紹介することを目標とする。
1年3か月かけ10個の情報を紹介することができ、企画は完結。さらに企画達成とは別にドラマ『地獄先生ぬ〜べ〜』のオファーが行われた。
柴田美咲のテント生活
上記の「沖縄出張所」の続編。柴田美咲が特定の町にテントと最低限の物資のみ持ち込み、1週間のテント生活を行う（安全面の関係上、協力してくれる方の庭で生活する）。その間協力者の生活のお手伝いをしながらお得情報を見つけていく。
柴田美咲の地域おこし協力隊
「テント生活」の続編。「地域おこし協力隊」として鹿児島県甑島に住民票を移して1年間移住し、地元の人と交流しながら地域おこしに挑戦する。
1年間の任期終了後、本来は帰京する予定だったが、「島に民宿がない」と実感したため、1年任期を延長し、民宿「こしきの宿」を作ることに挑戦した。
2017年4月25日放送分で、民宿は同年3月31日に営業許可され、翌日の4月1日から営業を開始した。柴田は同年3月31日をもって2年間の任期を終了し、本来の「女優になりたい」という夢を叶えるため4月某日に帰京した。なお、帰京前日には島民らによって送別会が開かれ、当日には400人もの島民が港に見送りに訪れた。
ミス&ミセス 農林水産ガールズコレクション
山口が農業や水産業で頑張っている「農林水産ガール」を取材する。この企画では他の企画における「賞金（出演料）」の代わりに、農林水産ガールが事前に希望した農機具がプレゼントされる。
この企画では、山口が『ザ!鉄腕!DASH!!』で農業・水産業に精通していることもあり、本題そっちのけで置かれている道具や作物について語り、スタッフを戸惑わせることも多いほか、同番組からの資料映像も多く使われている（「スーパーの女」、「柴田美咲シリーズ」でも同様。なお、当番組プロデューサーの島田総一郎は『ザ!鉄腕!DASH!!』のプロデューサーも務めている。）。
ワケあり物件紹介→ちょっとワケあり!物件ガイド
主に都内近郊の「（借り手・買い手側が）何かひとつを我慢すれば家賃が相場の半額以下で住める物件」を紹介する。主に交通の不便さや立地上の不具合などが理由として挙げられている。通称「ワケあり物件」。
青春"ボンビー部活メシ
自分の青春の全てを「部活」に捧げ、お金もない・彼氏もいない、そんな「部活ガールズ」のもとを訪ね、彼女らの部活を探りながら実際にパワーの源としている「部活メシ」を戴いてみようという企画。食べるのが大好きなギャル曽根（または丸山桂里奈）と水卜麻美（または尾崎里紗）がレポーターを務める。
上京ガール
田舎から上京してきたガールズの、リアルな物件・住まい探しに番組スタッフ（女性AD）が密着する。ガールズには取材了承のお礼と引っ越しのお祝いを兼ねて、10万円が贈呈される。スタッフはガールズの意思を尊重し、極力物件探しに口出しはしないが、どうしても助言が必要な際には、遠回しなヒントを与える場合がある。また不定期でガールズの引っ越しに密着する回もある。
上京ガールのうち、女優を目指して上京した女性（川口葵）が、番組取材を経てグラビアアイドルとなった。
幸せ!ボンビーLOVE～こんな私でも好きになってくれますか?～
2021年2月23日開始。恋をしたくても事情があって踏み出せないボンビー男女6人が、番組が用意したスマホを通してやり取りを行う。デートに誘えるのは各自一人で、その際に自分の事情や秘密を相手に告げる。スマホの貸し出し期限は1週間で、その期限の最終日に（扉越しに）相手へ告白し、それが受け入れられたら自分のスマホで連絡先を交換し、そのまま各自で交際を続けていく。このコーナーの時は、スタジオ出演者は通常のスタジオではなく専用のスタジオからVTRを見届ける。

## ネット局
| 放送対象地域   | 放送局                    | 系列                                         | 放送曜日・時間（第1期） | 放送曜日・時間（第2期） |
| -------------- | ------------------------- | -------------------------------------------- | ----------------------- | ----------------------- |
| 関東広域圏     | 日本テレビ（NTV） 制作局  | 日本テレビ系列                               | 水曜 23:58 - 翌0:29     | 火曜 22:00 - 23:00      |
| 北海道         | 札幌テレビ（STV）         | 日本テレビ系列                               | 水曜 23:58 - 翌0:29     | 火曜 22:00 - 23:00      |
| 青森県         | 青森放送（RAB）           | 日本テレビ系列                               | 水曜 23:58 - 翌0:29     | 火曜 22:00 - 23:00      |
| 岩手県         | テレビ岩手（TVI）         | 日本テレビ系列                               | 水曜 23:58 - 翌0:29     | 火曜 22:00 - 23:00      |
| 宮城県         | ミヤギテレビ（MMT）       | 日本テレビ系列                               | 水曜 23:58 - 翌0:29     | 火曜 22:00 - 23:00      |
| 秋田県         | 秋田放送（ABS）           | 日本テレビ系列                               | 水曜 23:58 - 翌0:29     | 火曜 22:00 - 23:00      |
| 山形県         | 山形放送（YBC）           | 日本テレビ系列                               | 水曜 23:58 - 翌0:29     | 火曜 22:00 - 23:00      |
| 福島県         | 福島中央テレビ（FCT）     | 日本テレビ系列                               | 水曜 23:58 - 翌0:29     | 火曜 22:00 - 23:00      |
| 山梨県         | 山梨放送（YBS）           | 日本テレビ系列                               | 水曜 23:58 - 翌0:29     | 火曜 22:00 - 23:00      |
| 新潟県         | テレビ新潟（TeNY）        | 日本テレビ系列                               | 水曜 23:58 - 翌0:29     | 火曜 22:00 - 23:00      |
| 長野県         | テレビ信州（TSB）         | 日本テレビ系列                               | 水曜 23:58 - 翌0:29     | 火曜 22:00 - 23:00      |
| 静岡県         | 静岡第一テレビ（SDT）     | 日本テレビ系列                               | 水曜 23:58 - 翌0:29     | 火曜 22:00 - 23:00      |
| 富山県         | 北日本放送（KNB）         | 日本テレビ系列                               | 水曜 23:58 - 翌0:29     | 火曜 22:00 - 23:00      |
| 石川県         | テレビ金沢（KTK）         | 日本テレビ系列                               | 水曜 23:58 - 翌0:29     | 火曜 22:00 - 23:00      |
| 福井県         | 福井放送（FBC）           | 日本テレビ系列                               | 水曜 23:58 - 翌0:29     | 火曜 22:00 - 23:00      |
| 中京広域圏     | 中京テレビ（CTV）         | 日本テレビ系列                               | 水曜 23:58 - 翌0:29     | 火曜 22:00 - 23:00      |
| 近畿広域圏     | 読売テレビ（ytv）         | 日本テレビ系列                               | 水曜 23:58 - 翌0:29     | 火曜 22:00 - 23:00      |
| 鳥取県・島根県 | 日本海テレビ（NKT）       | 日本テレビ系列                               | 水曜 23:58 - 翌0:29     | 火曜 22:00 - 23:00      |
| 広島県         | 広島テレビ（HTV）         | 日本テレビ系列                               | 水曜 23:58 - 翌0:29     | 火曜 22:00 - 23:00      |
| 山口県         | 山口放送（KRY）           | 日本テレビ系列                               | 水曜 23:58 - 翌0:29     | 火曜 22:00 - 23:00      |
| 徳島県         | 四国放送（JRT）           | 日本テレビ系列                               | 水曜 23:58 - 翌0:29     | 火曜 22:00 - 23:00      |
| 香川県・岡山県 | 西日本放送（RNC）         | 日本テレビ系列                               | 水曜 23:58 - 翌0:29     | 火曜 22:00 - 23:00      |
| 愛媛県         | 南海放送（RNB）           | 日本テレビ系列                               | 水曜 23:58 - 翌0:29     | 火曜 22:00 - 23:00      |
| 高知県         | 高知放送（RKC）           | 日本テレビ系列                               | 水曜 23:58 - 翌0:29     | 火曜 22:00 - 23:00      |
| 福岡県         | 福岡放送（FBS）           | 日本テレビ系列                               | 水曜 23:58 - 翌0:29     | 火曜 22:00 - 23:00      |
| 長崎県         | 長崎国際テレビ（NIB）     | 日本テレビ系列                               | 水曜 23:58 - 翌0:29     | 火曜 22:00 - 23:00      |
| 熊本県         | くまもと県民テレビ（KKT） | 日本テレビ系列                               | 水曜 23:58 - 翌0:29     | 火曜 22:00 - 23:00      |
| 鹿児島県       | 鹿児島読売テレビ（KYT）   | 日本テレビ系列                               | 水曜 23:58 - 翌0:29     | 火曜 22:00 - 23:00      |
| 大分県         | テレビ大分（TOS）         | 日本テレビ系列 フジテレビ系列                | 水曜 23:58 - 翌0:29     | 金曜 15:45 - 16:45      |
| 宮崎県         | テレビ宮崎（UMK）         | フジテレビ系列 日本テレビ系列 テレビ朝日系列 | 水曜 23:58 - 翌0:29     | 日曜 14:00 - 15:00      |
| 沖縄県         | 琉球放送（RBC）           | TBS系列                                      | 未放送                  | 水曜 15:49 - 16:50      |

### 放送時間の変遷
| 期間       | 期間       | 放送時間（日本時間）          |
| ---------- | ---------- | ----------------------------- |
| 2011.04.21 | 2011.09.15 | 水曜日 23:58 - 翌0:29（31分） |
| 2013.04.23 | 2013.09.11 | 火曜日 22:00 - 22:54（54分）  |
| 2013.10.01 | 2021.09.14 | 火曜日 22:00 - 23:00（60分）  |

## 特別番組時代の放送日時
| 回数  | 放送日時                   | 備考                               |
| ----- | -------------------------- | ---------------------------------- |
| 第1回 | 2011年9月28日22:00 - 23:24 | プライムタイム初放送。             |
| 第2回 | 2012年1月12日19:00 - 20:54 | ゴールデンタイム初放送。           |
| 第3回 | 2012年3月23日19:00 - 20:54 | 『金曜スーパープライム』枠で放送。 |
| 第4回 | 2012年9月28日19:00 - 20:54 |                                    |
| 第5回 | 2013年1月18日19:00 - 20:54 |                                    |